# Tầng Barrême
| Hệ/ Kỷ                                | Thống/ Thế   | Bậc/ Kỳ    | Tuổi (Ma) | Tuổi (Ma) |
| ------------------------------------- | ------------ | ---------- | --------- | --------- |
| Paleogen                              | Paleocen     | Đan Mạch   | trẻ hơn   | trẻ hơn   |
| Creta                                 | Thượng /Muộn | Maastricht | 66.0      | 72.1      |
| Creta                                 | Thượng /Muộn | Champagne  | 72.1      | 83.6      |
| Creta                                 | Thượng /Muộn | Santon     | 83.6      | 86.3      |
| Creta                                 | Thượng /Muộn | Cognac     | 86.3      | 89.8      |
| Creta                                 | Thượng /Muộn | Turon      | 89.8      | 93.9      |
| Creta                                 | Thượng /Muộn | Cenoman    | 93.9      | 100.5     |
| Creta                                 | Hạ/Sớm       | Alba       | 100.5     | ~113.0    |
| Creta                                 | Hạ/Sớm       | Apt        | ~113.0    | ~125.0    |
| Creta                                 | Hạ/Sớm       | Barrême    | ~125.0    | ~129.4    |
| Creta                                 | Hạ/Sớm       | Hauterive  | ~129.4    | ~132.9    |
| Creta                                 | Hạ/Sớm       | Valangin   | ~132.9    | ~139.8    |
| Creta                                 | Hạ/Sớm       | Berrias    | ~139.8    | ~145.0    |
| Jura                                  | Thượng /Muộn | Tithon     | già hơn   | già hơn   |
| Phân chia kỷ Creta theo ICS năm 2017. |              |            |           |           |

Tầng Barrême trong niên đại địa chất là kỳ ở khoảng giữa của thế Creta sớm, và trong thời địa tầng học thì nó là bậc gần giữa của thống Creta dưới. Kỳ Barrême tồn tại từ ~ 129.4 Ma đến 125 Ma (Ma: Megaannum, triệu năm trước).
Kỳ Barrême kế tục kỳ Hauterive, và tiếp sau là kỳ Apt, đều của cùng thế Creta sớm.

## Địa tầng
Tầng Barrême được Henri Coquand xác lập và đặt tên vào năm 1873, theo tên làng Barrême ở lân cận Alpes-de-Haute-Provence, Pháp.
Đáy của Barrême được xác định bởi sự xuất hiện đầu tiên của ammonit Spitidiscus hugii và Spitidiscus vandeckii. Kết thúc của Barrême được xác định bởi đảo cực địa từ ở đới địa thời M0r, về mặt sinh học gần với sự xuất hiện đầu tiên của ammonit Paradeshayesites oglanlensis.
Tầng Barrême thường được chia thành hai phụ tầng hay phụ kỳ, là Barrême dưới/sớm và trên/muộn. Trong đại dương Tethys, tầng Barrême chứa 11 đới sinh vật ammonit:
- Đới Pseudocrioceras waagenoides
- Đới Colchidites sarasini
- Đới Imerites giraudi
- Đới Hemihoplites feraudianus
- Đới Gerhardtia sertousi
- Đới Ancyloceras vandenheckii
- Đới Coronites darsi
- Đới Kotetishvilia compressissima
- Đới Nicklesia pulchella
- Đới Nicklesia nicklesi
- Đới Spitidiscus hugii